# Палмв'ю-Саут (Техас)
Палмв'ю-Саут (англ. Palmview South) — переписна місцевість (CDP) в США, в окрузі Ідальго штату Техас. Населення — 2008 осіб (2020).

## Географія
Палмв'ю-Саут розташований за координатами 26°12′59″ пн. ш. 98°22′35″ зх. д. / 26.21639° пн. ш. 98.37639° зх. д. (26.216269, -98.376338).  За даними Бюро перепису населення США в 2010 році переписна місцевість мала площу 6,85 км², з яких 6,78 км² — суходіл та 0,08 км² — водойми. В 2017 році площа становила 6,36 км², з яких 6,29 км² — суходіл та 0,08 км² — водойми.

## Демографія
Згідно з переписом 2010 року, у переписній місцевості мешкало 5575 осіб у 1616 домогосподарствах у складі 1393 родин. Густота населення становила 813 осіб/км².  Було 2391 помешкання (349/км²). 
Расовий склад населення:
| - 98,9 % — білих - 0,1 % — корінних американців - 0,1 % — азіатів |

До двох чи більше рас належало 0,3 %. Іспаномовні складали 84,0 % від усіх жителів.
За віковим діапазоном населення розподілялося таким чином: 30,9 % — особи молодші 18 років, 51,1 % — особи у віці 18—64 років, 18,0 % — особи у віці 65 років та старші. Медіана віку мешканця становила 32,5 року. На 100 осіб жіночої статі у переписній місцевості припадало 96,1 чоловіків;  на 100 жінок у віці від 18 років та старших — 90,7 чоловіків також старших 18 років.
Середній дохід на одне домашнє господарство  становив 40 579 доларів США (медіана — 30 893), а середній дохід на одну сім'ю — 40 704 долари (медіана — 33 147). Медіана доходів становила 24 075 доларів для чоловіків та 23 222 долари для жінок. За межею бідності перебувало 40,3 % осіб, у тому числі 56,9 % дітей у віці до 18 років та 21,3 % осіб у віці 65 років та старших.
Цивільне працевлаштоване населення становило 1619 осіб. Основні галузі зайнятості: освіта, охорона здоров'я та соціальна допомога — 32,1 %, будівництво — 16,8 %, роздрібна торгівля — 13,2 %.